# Irena Veverková

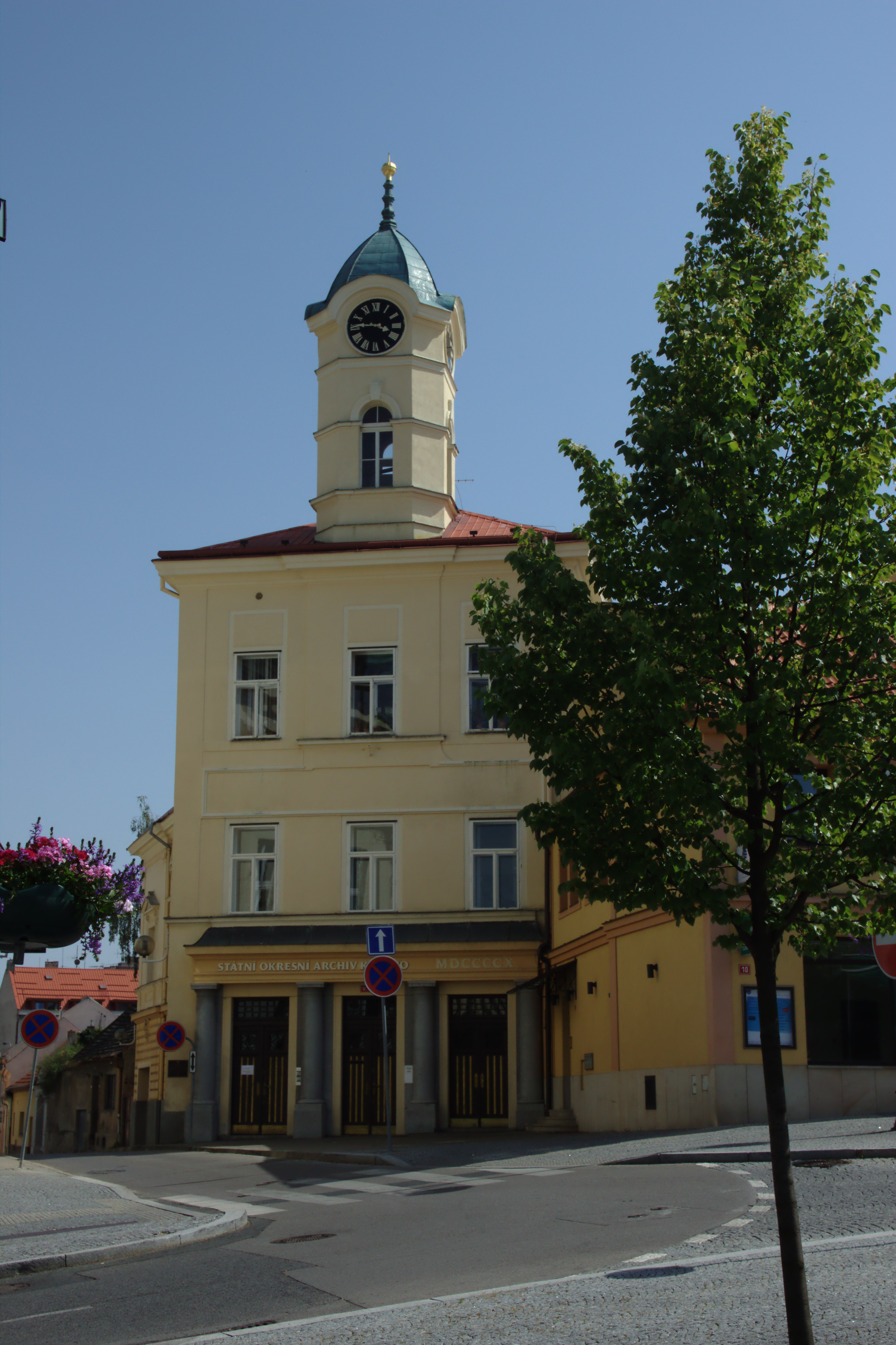
Kladno, náměstí starosty Pavla, státní okresní archiv

Irena Veverková (rozená Drvotová; * 30. května 1957 Kladno) je kladenská archivářka, historička a publicistka, pracovala v muzeu na Kladně, v Unhošti a v kladenském archivu.
Studovala na gymnáziu v Kladně a na Pedagogické fakultě Univerzity Karlovy v Praze. V letech 1985–1995 pracovala jako historička Okresního muzea v Kladně a v roce 1992 byla vedoucí Melicharova muzea v Unhošti. Poté se vrátila do funkce historika Okresního muzea v Kladně a od roku 1996 až do odchodu do důchodu byla samostatná odborná archivářka Státního okresního archivu v Kladně. Zajímala se o historii kladenského regionu, osobnosti, stavební památky a dějiny školství. Spoluzakladatelka Listů z Unhošťska, pracovnice redakční rady Slánského obzoru. Autorka regionálních výstav, odborných historických článků a publikací. Mezi jinými zpracovala několik publikací k osobě Antonína Raymonda, kladenského rodáka a světově významného stavitele, za něhož také přebírala in memoriam čestné občanství v roce 2010.

## Dílo
- ANDERLOVÁ, Jiřina; DUŠEK, Pavel; SCHUBERTOVÁ, Věra; ŠÍPEK, Zdeněk; ŠŤOVÍČEK, Jan; VEVERKOVÁ, Irena. 200 let města Unhoště : 1786-1986. 1. vyd. Unhošť: Městské kulturní středisko, 1986. 118 s. Dostupné online.
- VEVERKOVÁ, Irena. Antonín Vidim. 1. vyd. Kladno: Dům polit. výchovy : Komise regionálních dějin OV KSČ : OV ČSPB, 1986. 17 s.
- VEVERKOVÁ, Irena. 100 let spořitelny v Kladně 1899-1999 / [text Irena Veverková ; fotografie Jiří Hanke]. Fotografie HANKE Jiří. 1. vyd. Praha: Kuklik, 1999. 75 s.
- VEVERKOVÁ, Irena; ŽELEZNÝ, Zdeněk. Gymnázium Kladno : almanach ke 100. výročí školy. 1. vyd. Kladno: Gymnázium Kladno, 2000. 134 s. ISBN 80-238-5906-4.
- VEVERKOVÁ, Irena. Mladá léta světově známého architekta Antonína Raymonda. Slánský obzor: Ročenka Musejního spolku v Slaném. 1999, č. 6, s. 53-59. ISSN 1214-3847. (česky)
- VEVERKOVÁ, Irena. Dvořákova kladenská zastavení. 1. vyd. Kladno: Patria pro Statutární město Kladno, 2004. 16 s. ISBN 80-239-3052-4.
- VEVERKOVÁ, Irena. Antonín Raymond a Reimannové: Osud židovské rodiny ve XX. století. 1. vyd. Kladno: Patria, 2006. ISBN 80-239-7492-0.
- VEVERKOVÁ, Irena. Kladno. 1. vyd. Praha; Litomyšl: Paseka, 2008. 59 s. ISBN 978-80-7185-925-3.
- VEVERKOVÁ, Irena. Cesta bez návratu : kladenská židovská obec v letech 1853 až 1942 / Journey of no return : the Kladno Jewish community between 1853 and 1942. 1. vyd. Kladno: Statutární město Kladno, 2010. 240 s. ISBN 978-80-254-6361-1. (česky, anglicky)
- SEIFERT, Josef; SLEPIČKA, Zdeněk; VEVERKOVÁ, Irena. Kladno : doteky času. 1. vyd. Kladno: Statutární město Kladno; Josef Ženka, 2010. 207 s. ISBN 978-80-254-8154-7.
- VEVERKOVÁ, Irena. Šest japonských staveb Antonína Raymonda. 1. vyd. Kladno: Patria, 2013. ISBN 978-80-905169-2-2. (česky, japonsky)
- VEVERKOVÁ, Irena. Co zůstalo z vodních mlýnů. Ilustrace fotografie VYCHODIL, Pavel; kresby KARAS, Jiří. 1. vyd. Slaný: Přemyslovské střední Čechy, 2014. 2 sv. 36 a 36 s. ISBN 978-80-260-7534-9, ISBN 978-80-260-7535-6.
- MERTA, Dan a kol.; VEVERKOVÁ, Irena. 7x Antonín Raymond. 1. vyd. Praha: Galerie Jaroslava Fragnera, 2015. 107 s. ISBN 978-80-905782-9-6. (anglicky)
- VEVERKOVÁ, Irena; HAVLŮJOVÁ, Gabriela. Kladenské století : 1918-2018. 1. vyd. Kladno: Statutární město Kladno; Josef Ženka, 2019. 107 s. ISBN 978-80-88082-14-9.